# 1874 Kacivelia
1874 Kacivelia (A924 RC) là một tiểu hành tinh vành đai chính được phát hiện ngày 5 tháng 9 năm 1924 bởi S. Belyavskij ở Simeis.